# Academia de los Ociosos

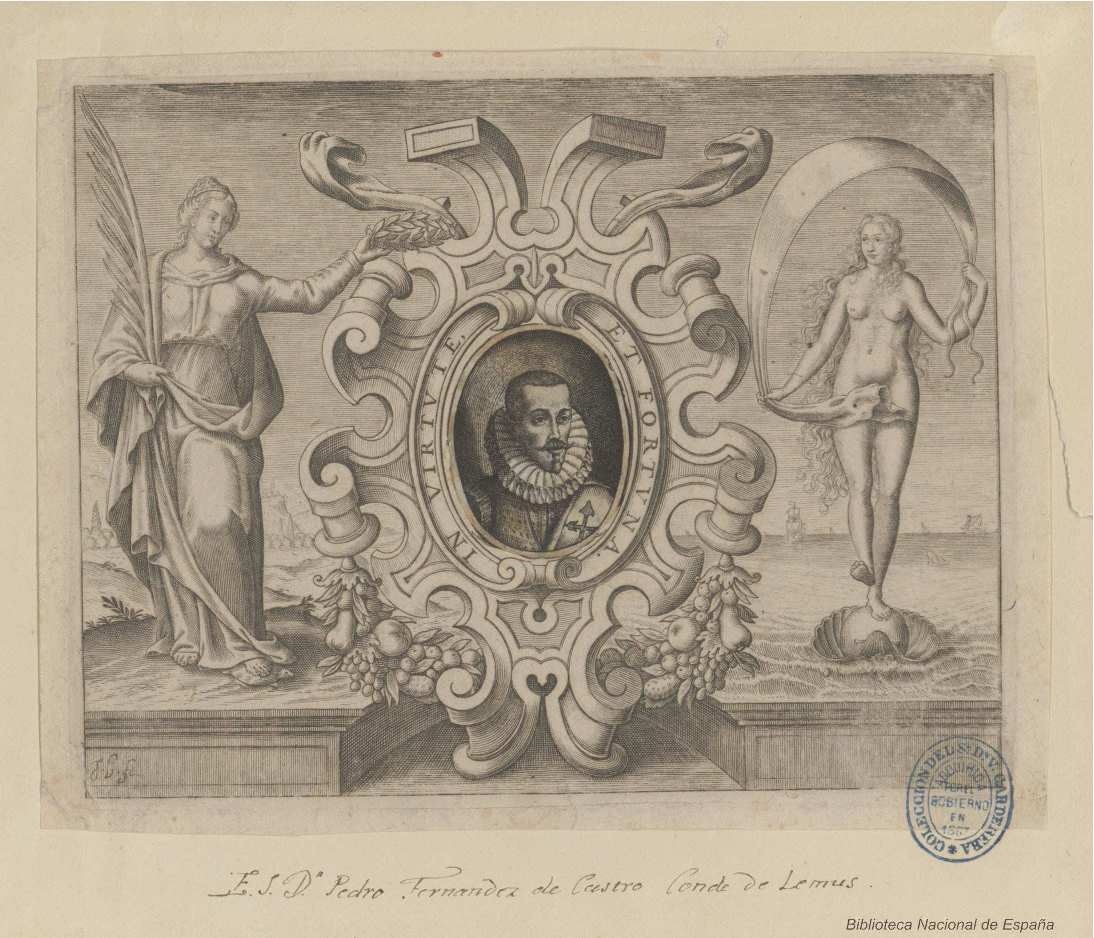
Pedro Fernández de Castro, conde de Lemos, protector de la Academia de los Ociosos. Grabado calcográfico firmado J.B. fe., Biblioteca Nacional de España.

La Academia de los Ociosos fue una academia literaria fundada en Nápoles el 3 de mayo de 1611 por Giambattista Manso, marqués de Villa Lago, que contó en su creación con la asistencia y el patrocinio del virrey Pedro Fernández de Castro, conde de Lemos.
La academia, que tuvo como príncipe a Manso de forma casi ininterrumpida hasta su muerte en 1645, se reunía inicialmente en el claustro de Santa Maria delle Grazie presso Sant'Agnello y, desde 1615, en el del monasterio de S. Domenico Maggiore. Entre sus más distinguidos asistentes se encuentran Giambattista Marino, Giovan Pietro D'Alessandro, su cronista o cantor oficial, autor de un poema en hexámetros dedicado a los primeros pasos de la academia titulado Academiae Ociosorum libri III (Nápoles, 1613), los hermanos Bartolomé y Lupercio Leonardo de Argensola, Francisco de Quevedo, el conde de Villamediana, Giambattista Basile, Giovanni Battista della Porta, Giulio Cesare Capaccio y John Milton, que en 1638 a su paso por Italia encontró la hospitalidad de la academia y la amistad de Manso. A la academia, que llegó a contar con ciento cincuenta miembros y admitía también mujeres, podían incorporarse tanto ingenios italianos como españoles o franceses residentes en Nápoles, pero los únicos idiomas admitidos en sus sesiones, según sus primeros estatutos, eran el latín y el toscano, a los que algo más tarde se añadió el castellano.
De los debates académicos, propuestos por el príncipe, estaban excluidos los motivos con implicaciones teológicas, y podían resultar perfectamente banales, como cuando se propusieron temas como «qué tipos de canciones cantaron las sirenas para atraerse a Ulises y sus compañeros», pero no rehuyeron el debate sobre aspectos relacionados con el conceptismo, la escritura poética y su relación con la retórica o el empleo literario de las metáforas.